# Gerda Taro
Gerda Taro, rodným jménem Gerta Pohorylle (1. srpna 1910 Stuttgart – 26. července 1937 Brunete) byla německá fotografka židovského původu.

## Životopis
Proslavila se svými snímky ze španělské občanské války, během níž zemřela. Je první ženskou fotoreportérkou, která zemřela při výkonu své práce ve válce. Taro byla milenkou a pracovní partnerkou fotografa Roberta Capy. Jméno „Robert Capa“ bylo původně značkou, kterou sdíleli společně Taro a Capa (rodným jménem Endre Friedmann). Významné množství snímků, které jsou považované za rané dílo Roberta Capy, tak ve skutečnosti vytvořila Gerda Taro.

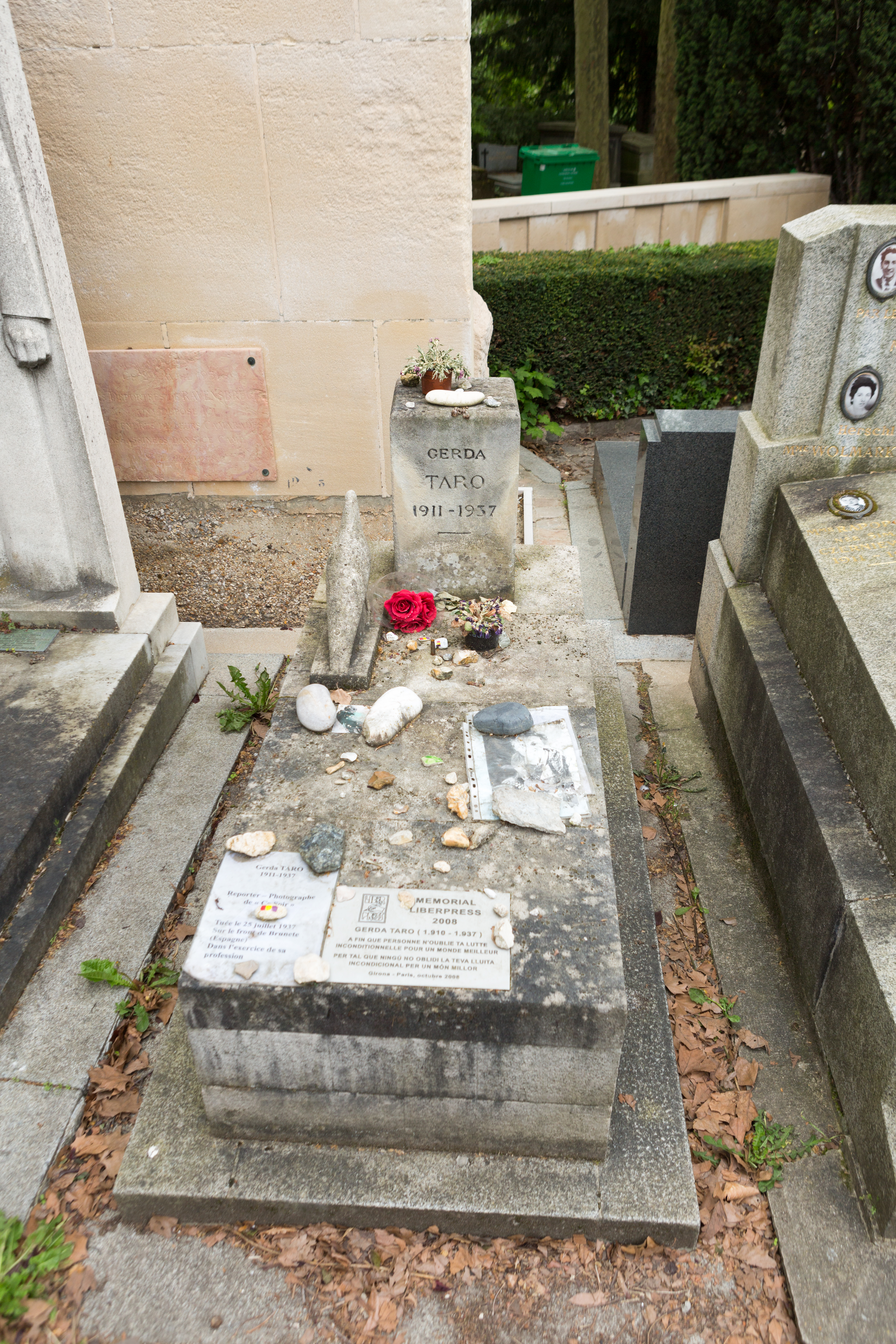
Hrob na hřbitově Père-Lachaise. Chybně uvedené datum na náhrobku je opraveno na přiložené tabulce

## Galerie

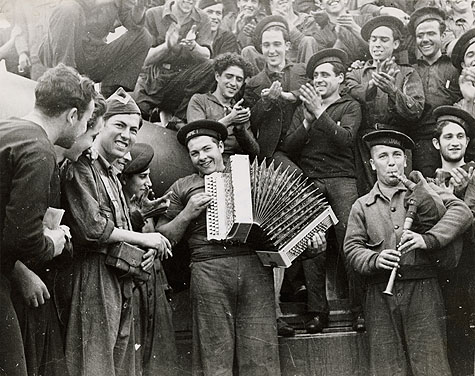
Acorazado Jaime I en Almería, 1937
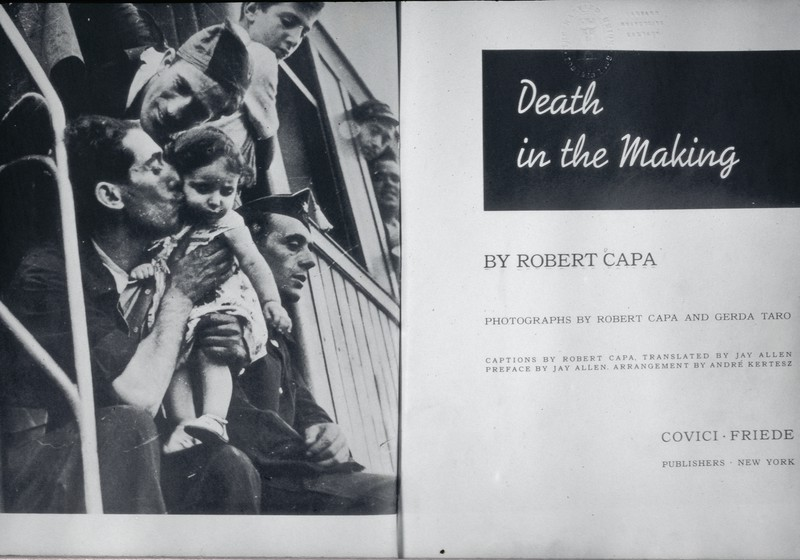
Death in the Making, 1938, titulní strana
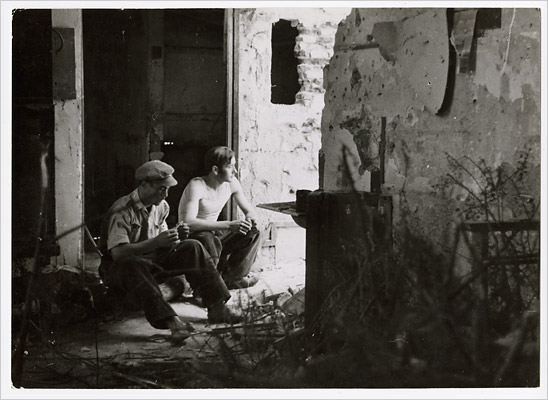
Dinamiteros Taro
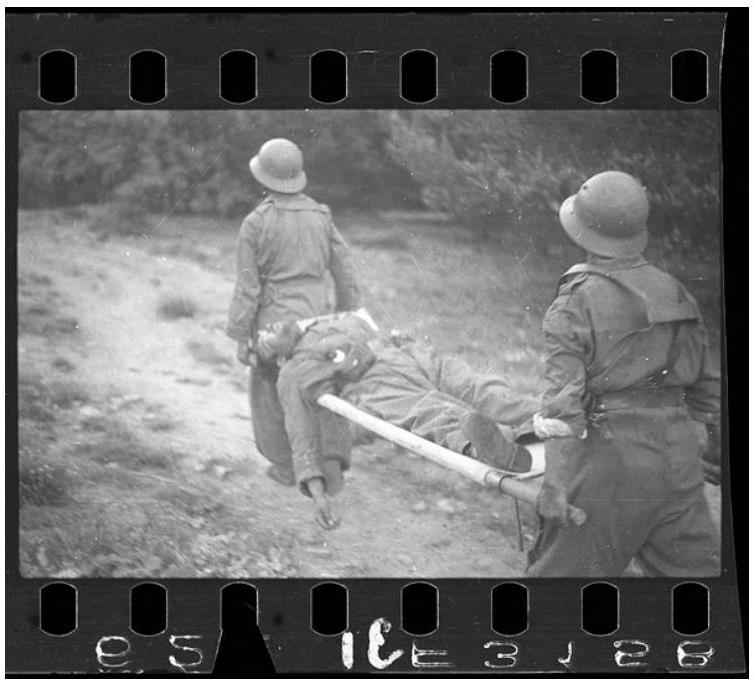
Dos soldados republicanos con un soldado en una camilla
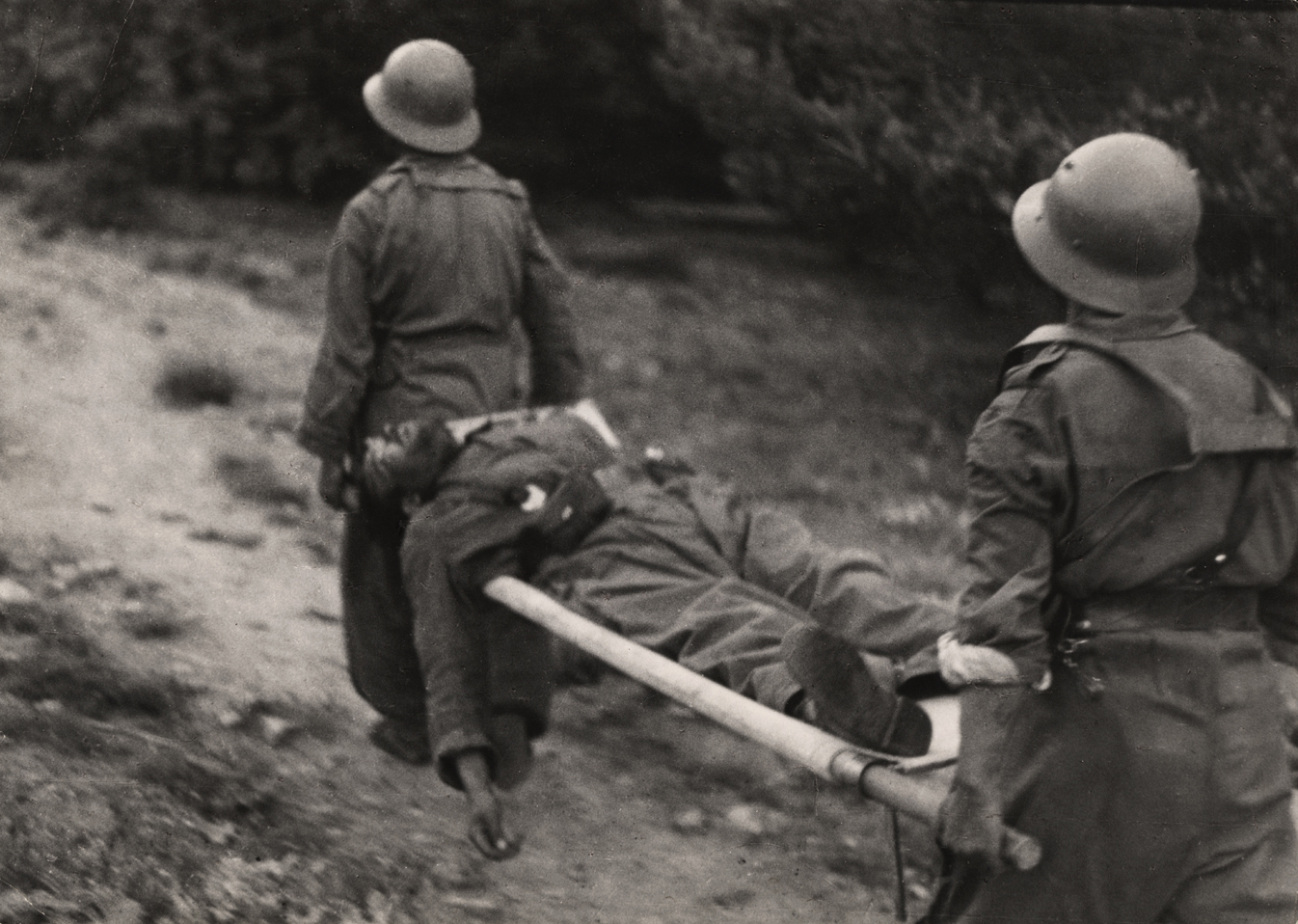
Ferido Taro
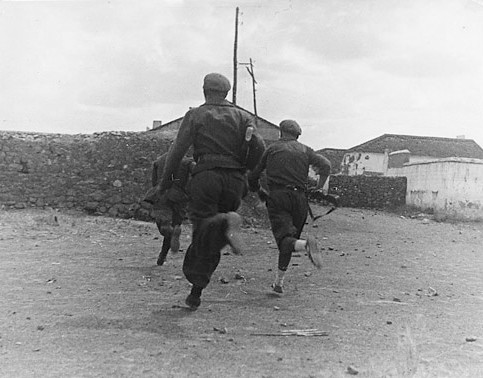
Miliciananos Taro
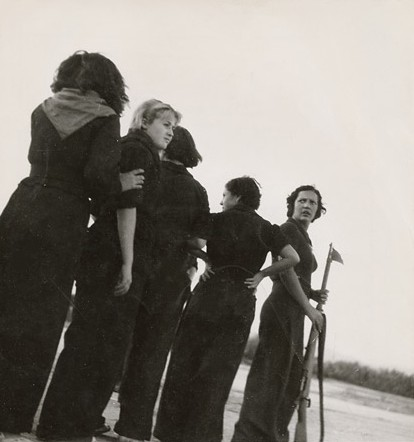
Milicianas em 1936
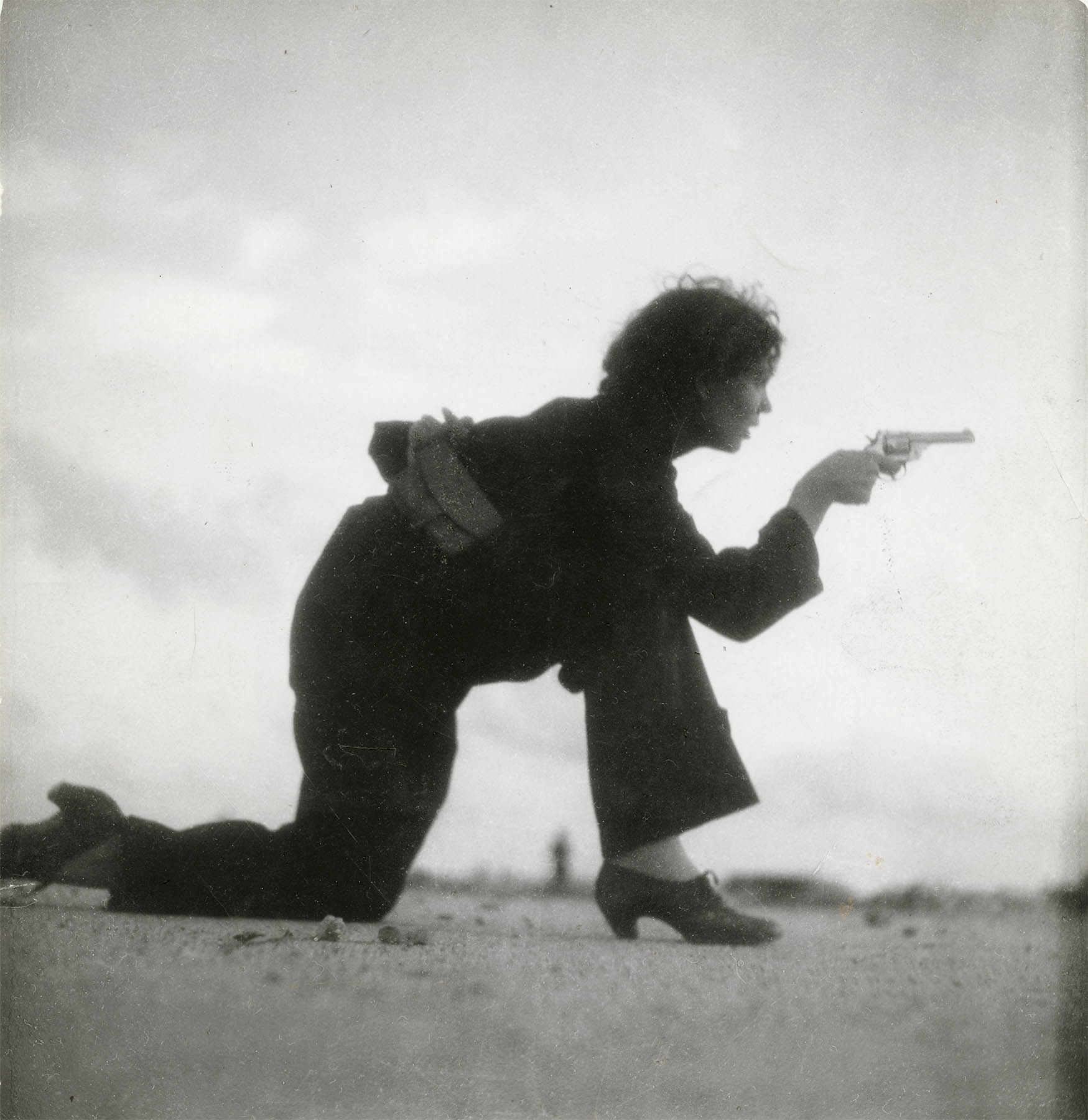
Republikánská milicionářka v Barceloně, 1936